# Yallé (Oula)
Pour les articles homonymes, voir Yallé.
Yallé est une localité située dans le département de Oula de la province du Yatenga dans la région Nord au Burkina Faso. Village gurunsi dont la majorité de ces habitants sont des mossi en plus de ces ethnies on ni trouve des  peulh et d'autre ethnies minoritaires. Azizou

## Santé et éducation
Le centre de soins le plus proche de Yallé est le centre de santé et de promotion sociale (CSPS) de Oula tandis que le centre hospitalier régional (CHR) se trouve à Ouahigouya.